# Иваненко, Сергей Викторович
Серге́й Ви́кторович Иване́нко (12 января 1959, Зестафони, Грузинская ССР, СССР — 4 сентября 2024, Москва) — советский и российский политик демократического и либерального направления, один из лидеров партии «Яблоко». Председатель московского отделения партии (с 2019 года). Член федерального политического комитета и заместитель председателя партии «Яблоко». Первый заместитель председателя Российской демократической партии «Яблоко» в 2004—2008 годах.
Депутат Государственной думы России I—III созывов (1993—2003), заместитель руководителя фракции «Яблоко» в Государственной думе в 1995—2003 годах.

## Биография
Родился 12 января 1959 года в городе Зестафони Грузинской ССР. По национальности — украинец. Образование высшее — окончил Московский государственный университет, экономист.
В 1976—1981 годах являлся студентом экономического факультета МГУ имени М. В. Ломоносова.
В 1981—1984 годах был аспирантом кафедры политической экономии экономического факультета МГУ.
В 1985—1990 годах являлся младшим научным сотрудником, ассистентом кафедры политэкономии, а также старшим преподавателем — начальником курса экономического факультета МГУ.
В 1990—1991 годах был главным специалистом аппарата Госкомиссии Совета Министров РСФСР по экономической реформе.
В 1991—1992 годах являлся ведущим научным сотрудником Центра экономических и политических исследований («ЭПИцентра»).
В 1993—2003 годах был депутатом Государственной думы Федерального Собрания Российской Федерации I, II и III созывов. В Думе III созыва был ещё и членом комитета по информационной политике, председателем Комиссии Госдумы по законодательству о соглашениях о разделе продукции (СРП), первым заместителем руководителя фракции «Яблоко» по организационным вопросам и членом Совета фракции. За время пребывания в Думе стал автором и соавтором более восьмидесяти законопроектов, направленных на защиту прав и свобод граждан.
В 2003—2007 годах был вице-президентом Российской шахматной федерации.
В 1996—2000, 2001—2004 и 2015—2024 годах являлся заместителем председателя партии «Яблоко». В 2004—2008 годах — первым заместителем председателя «Яблока».
15 декабря 2019 года на XXI съезде партии «Яблоко» вновь был избран заместителем председателя партии.
Умер 4 сентября 2024 года в возрасте 65 лет. 7 сентября погребён на Троекуровском кладбище в Москве.
Кандидат экономических наук. Автор около 30 печатных научных трудов. Был женат, имеет дочь.
Мастер спорта СССР по шахматам (1987).

## Общественная позиция
В 1990 году вступил в КПСС. Из интервью:

«- Вы были членом КПСС?
— Был. Один год. Я вступил в компартию в 90-м году, когда уже, наоборот, все из неё выходили, потому что считал и до сих пор считаю, что распад КПСС был губительным для государства. КПСС была не столько партией, сколько государством, поэтому её распад закономерно приводил и к развалу государства. И я думал, что есть возможность реформировать партию изнутри — примерно так, как это делается в Китае, — чтобы постепенно превратить её в действительно государственную структуру. Деидеологизированную. Но 19 августа 91-го года нас, двадцать миллионов коммунистов, просто предали. Предала верхушка партии. Они сказали, что мы этого делать не будем. Стало ясно, что реформировать КПСС невозможно. Поэтому 20 августа я подал заявление о выходе из партии.
- У вас нет классовой ненависти к коммунистам?

— Нет, конечно. Коммунисты — это двадцать миллионов человек. В основном это честные, трудолюбивые люди, которые всю жизнь работали на страну. Наши обычные люди, которые не виноваты в том, что верхушка партии сделала со страной. Но сама эта верхушка отвечает за всё. В том числе и за то, что произошло с партией.
С 2014 года в своих интервью и выступлениях постоянно заявлял о «незаконной аннексии Крыма Россией». В одной из дискуссий Иваненко подверг критике Россию за её внешнюю политику по отношению к Украине, сказав: «…очень грубая политическая ошибка — присоединение или аннексия Крыма. „Крым не наш“, — заявил вчера федеральный совет (фед. совет российской политической партии „Яблоко“ — прим. ред.) нашу позицию. Ошибка — это и прямая и военная помощь так называемым донецким и луганским сепаратистам, чему есть множество свидетельств».
В октябре 2021 года написал письмо в Европарламент с просьбой не вручать находившемуся в заключении оппозиционному политику Алексею Навальному премию «За свободу мысли» имени Сахарова. В качестве аргументов были приведены позиция Навального по статусу Крыма, популистская риторика, а также — дебаты с боевиком самопровозглашённой ДНР Игорем Стрелковым.

## Награды
- Медаль «Защитнику свободной России» (22 августа 2001) — за исполнение гражданского долга при защите демократии и конституционного строя 19 — 21 августа 1991 года[14]
- Благодарность Президента Российской Федерации (7 февраля 2002) — за плодотворную законотворческую деятельность и активное участие в разработке проекта федерального бюджета на 2002 год[15]